# Episinus variacorneus
Episinus variacorneus är en spindelart som beskrevs av Chen, Peng och Zhao 1992. Episinus variacorneus ingår i släktet Episinus och familjen klotspindlar. Inga underarter finns listade i Catalogue of Life.